# Muscle court extenseur des orteils
Le muscle court extenseur des orteils (Musculus Extensorum digitorum Brevis) ou muscle pédieux est un muscle du membre inférieur situé sur le dos du pied.

## Description
Le muscle court extenseur des orteils est un muscle mince et aplati situé dans la région dorsale du pied et reliant le calcanéus aux phalanges proximales des deuxième, troisième et quatrième orteils.
Certain anatomiste considère que le muscle court extenseur de l'hallux constitue le faisceau médial de ce muscle, mais les nomenclatures (FMA, TA98 et TA2) reconnaissent les deux muscles courts extenseurs comme deux entités distinctes.

## Origine
Le muscle court extenseur des orteils se fixe sur la partie antérieure de la surface supérieure du calcanéus.

## Trajet
Le muscle court extenseur des orteils se dirige vers l'avant et se divise en trois tendons qui cheminent sur les faces dorsales des deuxième, troisième et quatrième métatarsiens.

## Terminaison
Les tendons fusionnent avec le bord latéral de chaque tendon correspondant du muscle long extenseur des orteils au niveau des deuxième, troisième et quatrième articulations métatarso-phalangiennes.

## Innervation
Le muscle court extenseur des orteils est innervé par la branche de terminaison latérale du nerf fibulaire profond. L'innervation radiculaire est L5, S1.

## Vascularisation
Le muscle court extenseur des orteils est vascularisé par une branche de l'artère dorsale du pied

## Anatomie fonctionnelle
Le muscle court extenseur des orteils est extenseur des orteils et accessoirement rotateur externe du pied.
Son muscle antagoniste est le muscle court fléchisseur des orteils.